# Šentanelski pauri
Šentanelski pauri je slovenski moški pevski zbor, ki deluje na avstrijskem Koroškem.

## Odlikovanja in nagrade
Leta 1996 je zbor prejel častni znak svobode Republike Slovenije z naslednjo utemeljitvijo: »za zasluge pri ohranjanju tradicije in obujanju šeg in navad krajev in okolice in s tem za krepitev slovenske zavesti na obeh straneh avstrijsko slovenske meje«.